# Banyutus insidiosus
Banyutus insidiosus är en insektsart som beskrevs av Navás 1912. Banyutus insidiosus ingår i släktet Banyutus och familjen myrlejonsländor. Inga underarter finns listade i Catalogue of Life.